# Autophila lia
Autophila lia är en fjärilsart som beskrevs av Rudolf Püngeler 1906. Autophila lia ingår i släktet Autophila och familjen nattflyn. Inga underarter finns listade i Catalogue of Life.